# Adisak Kraisorn

Adisak Kraisorn (tiếng Thái: อดิศักดิ์ ไกรษร , phiên âm: A-đi-xác Crai-xon, sinh ngày 1 tháng 2 năm 1991) còn có biệt danh là Golf (กอล์ฟ, Cóp), là một cầu thủ bóng đá chuyên nghiệp người Thái Lan thi đấu ở vị trí tiền đạo cắm cho câu lạc bộ Chonburi tại Thai League 2 và đội tuyển quốc gia Thái Lan.

## Sự nghiệp quốc tế
Anh có trận đấu ra mắt cho đội tuyển U-19 ở Giải vô địch bóng đá U-19 châu Á 2010. Ngày 15 tháng 7 năm 2013, Adisak có trận đấu đầu tiên trong màu áo đội tuyển quốc gia Thái Lan trước Trung Quốc ở trận giao hữu. Ở trận đấu này Adisak ghi hai bàn thắng cho Thái Lan. Anh đại diện U23-Thái Lan tại Đại hội Thể thao Đông Nam Á 2011 và Đại hội Thể thao Đông Nam Á 2013. Ngày 6 tháng 3 năm 2014, anh thi đấu cho Thái Lan trước Liban ở Vòng loại Cúp bóng đá châu Á 2015 và ghi một bàn thắng. Anh đại diện U-23 Thái Lan tại Đại hội Thể thao châu Á 2014. Adisak là thành viên của đội tuyển quốc gia Thái Lan vô địch Giải vô địch bóng đá Đông Nam Á 2014. Tháng 5 năm 2015, anh thi đấu cho Thái Lan trước Việt Nam ở Vòng loại giải vô địch bóng đá thế giới 2018 khu vực châu Á. Adisak có tên trong đội hình cuối cùng tham dự Cúp bóng đá châu Á 2019.

## Thống kê sự nghiệp
Tính đến trận đấu diễn ra ngày 4 tháng 6 năm 2017.
| Câu lạc bộ          | Mùa giải            | Giải bóng đá Ngoại hạng Thái Lan | Giải bóng đá Ngoại hạng Thái Lan | Cúp FA Thái Lan | Cúp FA Thái Lan | Cúp Liên đoàn bóng đá Thái Lan | Cúp Liên đoàn bóng đá Thái Lan | Châu Á  | Châu Á    | Khác1   | Khác1     | Tổng cộng | Tổng cộng | Tổng cộng |
| Câu lạc bộ          | Mùa giải            | Số trận                          | Bàn thắng                        | Số trận         | Bàn thắng       | Số trận                        | Bàn thắng                      | Số trận | Bàn thắng | Số trận | Bàn thắng | Số trận   | Bàn thắng |           |
| ------------------- | ------------------- | -------------------------------- | -------------------------------- | --------------- | --------------- | ------------------------------ | ------------------------------ | ------- | --------- | ------- | --------- | --------- | --------- | --------- |
| Buriram United F.C. | 2011                | ?                                | ?                                | ?               | ?               | ?                              | ?                              | —       | —         | —       | —         | ?         | ?         |           |
| Buriram United F.C. | 2012                | ?                                | ?                                | 3               | 1               | ?                              | ?                              | 2       | 0         | 0       | 0         | 5         | 1         |           |
| Buriram United F.C. | 2013                | 17                               | 5                                | 4               | 0               | ?                              | ?                              | 5       | 0         | 0       | 0         | 26        | 5         |           |
| Buriram United F.C. | 2014                | 20                               | 1                                | 1               | 0               | ?                              | ?                              | 2       | 2         | 0       | 0         | 23        | 3         |           |
| BEC Tero Sasana     | 2015                | 33                               | 10                               | 1               | 0               | 3                              | 1                              | —       | —         | —       | —         | 37        | 11        |           |
| Muangthong United   | 2016                | 26                               | 14                               | 2               | 1               | 4                              | 1                              | 0       | 0         | 1       | 1         | 33        | 17        |           |
| Muangthong United   | 2017                | 18                               | 8                                | 0               | 0               | 0                              | 0                              | 4       | 0         | 1       | 0         | 23        | 8         |           |
| Tổng cộng sự nghiệp | Tổng cộng sự nghiệp | 114                              | 38                               | 11              | 2               | 7                              | 2                              | 13      | 2         | 2       | 1         | 147       | 45        |           |

### Quốc tế
Tính đến 16 tháng 1 năm 2023
| Đội tuyển quốc gia | Năm       | Số trận | Bàn thắng |
| ------------------ | --------- | ------- | --------- |
| Thái Lan           | 2013      | 1       | 2         |
| Thái Lan           | 2014      | 9       | 4         |
| Thái Lan           | 2015      | 6       | 1         |
| Thái Lan           | 2016      | 4       | 1         |
| Thái Lan           | 2017      | 5       | 0         |
| Thái Lan           | 2018      | 7       | 8         |
| Thái Lan           | 2019      | 5       | 0         |
| Thái Lan           | 2021      | 6       | 1         |
| Thái Lan           | 2022      | 9       | 3         |
| Thái Lan           | 2023      | 6       | 1         |
| Thái Lan           | Tổng cộng | 56      | 21        |

### Bàn thắng quốc tế

#### U-23
| #   | Ngày                 | Địa điểm             | Đối thủ           | Tỉ số | Kết quả | Giải đấu                                        |
| --- | -------------------- | -------------------- | ----------------- | ----- | ------- | ----------------------------------------------- |
| 1.  | 19 tháng 6 năm 2012  | Băng Cốc, Thái Lan   | Việt Nam          | 1-0   | 1-2 (L) | Giao hữu                                        |
| 2.  | 23 tháng 6 năm 2012  | Viêng Chăn, Lào      | CHDCND Triều Tiên | 1-2   | 2-4 (L) | Vòng loại giải vô địch bóng đá U-22 châu Á 2013 |
| 3.  | 25 tháng 6 năm 2012  | Viêng Chăn, Lào      | Campuchia         | 2-0   | 4-0 (W) | Vòng loại giải vô địch bóng đá U-22 châu Á 2013 |
| 4.  | 16 tháng 11 năm 2013 | Chiang Mai, Thái Lan | Uganda            | 1-0   | 3-0 (W) | Giao hữu                                        |
| 5.  | 12 tháng 12 năm 2013 | Yangon, Myanmar      | Indonesia         | 2–0   | 4–1 (W) | Đại hội Thể thao Đông Nam Á 2013                |
| 6.  | 7 tháng 9 năm 2014   | Phuket, Thái Lan     | Qatar             | 2–0   | 2–0 (W) | Giao hữu                                        |
| 7.  | 15 tháng 9 năm 2014  | Incheon, Hàn Quốc    | Maldives          | 2-0   | 2-0 (W) | Đại hội Thể thao châu Á 2014                    |
| 8.  | 22 tháng 9 năm 2014  | Incheon, Hàn Quốc    | Indonesia         | 2-0   | 6-0 (W) | Đại hội Thể thao châu Á 2014                    |
| 9.  | 22 tháng 9 năm 2014  | Incheon, Hàn Quốc    | Indonesia         | 6-0   | 6-0 (W) | Đại hội Thể thao châu Á 2014                    |
| 10. | 25 tháng 9 năm 2014  | Incheon, Hàn Quốc    | Trung Quốc        | 1-0   | 2-0 (W) | Đại hội Thể thao châu Á 2014                    |
| 11. | 25 tháng 9 năm 2014  | Incheon, Hàn Quốc    | Trung Quốc        | 2-0   | 2-0 (W) | Đại hội Thể thao châu Á 2014                    |

#### Đội tuyển quốc gia
Bàn thắng của đội tuyển bóng đá quốc gia Thái Lan được liệt kê trước.
| #   | Ngày                 | Địa điểm                                                       | Đối thủ           | Bàn thắng | Kết quả | Giải đấu                      |
| --- | -------------------- | -------------------------------------------------------------- | ----------------- | --------- | ------- | ----------------------------- |
| 1.  | 15 tháng 6 năm 2013  | Trung tâm Thể thao Olympic Hợp Phì, Hợp Phì, Trung Quốc        | Trung Quốc        | 2–0       | 5–1     | Giao hữu                      |
| 2.  | 15 tháng 6 năm 2013  | Trung tâm Thể thao Olympic Hợp Phì, Hợp Phì, Trung Quốc        | Trung Quốc        | 3–1       | 5–1     | Giao hữu                      |
| 3.  | 5 tháng 3 năm 2014   | Sân vận động Rajamangala, Băng Cốc, Thái Lan                   | Liban             | 2–5       | 2–5     | Vòng loại AFC Asian Cup 2015  |
| 4.  | 18 tháng 11 năm 2014 | Sân vận động sinh nhật lần thứ 80, Nakhon Ratchasima, Thái Lan | New Zealand       | 2–0       | 2–0     | Giao hữu                      |
| 5.  | 26 tháng 11 năm 2014 | Sân vận động Jalan Besar, Jalan Besar, Singapore               | Malaysia          | 1–1       | 3–2     | AFF Cup 2014                  |
| 6.  | 26 tháng 11 năm 2014 | Sân vận động Jalan Besar, Jalan Besar, Singapore               | Malaysia          | 3–2       | 3–2     | AFF Cup 2014                  |
| 7.  | 12 tháng 11 năm 2015 | Sân vận động Rajamangala, Băng Cốc, Thái Lan                   | Đài Bắc Trung Hoa | 3–2       | 4–2     | Vòng loại FIFA World Cup 2018 |
| 8.  | 24 tháng 3 năm 2016  | Sân vận động Shahid Dastgerdi, Tehran, Iran                    | Iraq              | 2–1       | 2–2     | Vòng loại FIFA World Cup 2018 |
| 9.  | 9 tháng 11 năm 2018  | Sân vận động Rajamangala, Băng Cốc, Thái Lan                   | Đông Timor        | 1–0       | 7–0     | AFF Cup 2018                  |
| 10. | 9 tháng 11 năm 2018  | Sân vận động Rajamangala, Băng Cốc, Thái Lan                   | Đông Timor        | 2–0       | 7–0     | AFF Cup 2018                  |
| 11. | 9 tháng 11 năm 2018  | Sân vận động Rajamangala, Băng Cốc, Thái Lan                   | Đông Timor        | 3–0       | 7–0     | AFF Cup 2018                  |
| 12. | 9 tháng 11 năm 2018  | Sân vận động Rajamangala, Băng Cốc, Thái Lan                   | Đông Timor        | 4–0       | 7–0     | AFF Cup 2018                  |
| 13. | 9 tháng 11 năm 2018  | Sân vận động Rajamangala, Băng Cốc, Thái Lan                   | Đông Timor        | 5–0       | 7–0     | AFF Cup 2018                  |
| 14. | 9 tháng 11 năm 2018  | Sân vận động Rajamangala, Băng Cốc, Thái Lan                   | Đông Timor        | 6–0       | 7–0     | AFF Cup 2018                  |
| 15. | 17 tháng 11 năm 2018 | Sân vận động Rajamangala, Băng Cốc, Thái Lan                   | Indonesia         | 3–1       | 4–2     | AFF Cup 2018                  |
| 16. | 25 tháng 11 năm 2018 | Sân vận động Rajamangala, Băng Cốc, Thái Lan                   | Singapore         | 3–0       | 3–0     | AFF Cup 2018                  |
| 17. | 3 tháng 6 năm 2021   | Sân vận động Al Maktoum, Dubai, UAE                            | Indonesia         | 2–1       | 2–2     | Vòng loại FIFA World Cup 2022 |
| 18. | 1 tháng 1 năm 2022   | Sân vận động Quốc gia, Kallang, Singapore                      | Indonesia         | 1–1       | 2–2     | AFF Cup 2020                  |
| 19. | 27 tháng 5 năm 2022  | Sân vận động Sisaket, Sisaket, Thái Lan                        | Turkmenistan      | 1–0       | 1–0     | Giao hữu                      |
| 20. | 26 tháng 12 năm 2022 | Sân vận động Thammasat, Pathum Thani, Thái Lan                 | Philippines       | 3–0       | 4–0     | AFF Cup 2022                  |
| 21. | 10 tháng 1 năm 2023  | Sân vận động Thammasat, Pathum Thani, Thái Lan                 | Malaysia          | 3–0       | 3–0     | AFF Cup 2022                  |

## Danh hiệu

### Câu lạc bộ
Buriram United
- Giải bóng đá Ngoại hạng Thái Lan (3): 2011, 2013, 2014
- Cúp FA Thái Lan (3): 2011, 2012, 2013
- Cúp Liên đoàn bóng đá Thái Lan (3): 2011, 2012, 2013
- Cúp Hoàng gia Kor (2): 2013, 2014

Muangthong United
- Giải bóng đá Ngoại hạng Thái Lan (1): 2016
- Cúp Liên đoàn bóng đá Thái Lan (2): 2016, 2017
- Siêu Cúp Thái Lan (1): 2017
- Giải bóng đá vô địch các câu lạc bộ sông Mê Kông (1): 2017

### Quốc tế
U-19 Thái Lan
- Giải vô địch bóng đá U19 Đông Nam Á (1): 2009

U-23 Thái Lan
- Đại hội Thể thao Đông Nam Á  Huy chương vàng (1): 2013

Thái Lan
- Giải vô địch bóng đá Đông Nam Á (1): 2014
- King's Cup (2): 2016, 2017